# 반파쿠키넨코엔역 (이바라키현)
반파쿠키넨코엔역(일본어: 万博記念公園駅, ばんぱくきねんこうえんえき)은 일본 이바라키현 쓰쿠바시에 있는 철도역이다. 수도권 신도시 철도 쓰쿠바 익스프레스 선의 역이며, 역 번호는 18이다.

## 승강장

### 쓰쿠바 익스프레스
상대식 승강장으로, 2면 2선 형태의 고가역이다.
| 1 | TX 쓰쿠바 익스프레스 | 쓰쿠바 방면                                            |
| 2 | TX 쓰쿠바 익스프레스 | 모리야·나가레야마오타카노모리·기타센주·아키하바라 방면 |

난간형 스크린도어가 설치되어 있다.

## 이용 현황
- 2009년 5월: 1,700명

## 역 주변
- 과학만박기념공원

## 역사
- 2005년 8월 24일: 영업 개시.

## 인접역
| 수도권 신도시 철도 TX 쓰쿠바 익스프레스 | 수도권 신도시 철도 TX 쓰쿠바 익스프레스 | 수도권 신도시 철도 TX 쓰쿠바 익스프레스 |
| --------------------------------------- | --------------------------------------- | --------------------------------------- |
| 17 미도리노 아키하바라 방면             | ■ 구간 쾌속 ■ 보통                      | 겐큐가쿠엔 19 쓰쿠바 방면               |